# Billi Bruno
Billi Bruno (Los Angeles, 20 juli 1997) is een Amerikaans voormalig jeugdactrice.
Bruno speelde als Gracie, de dochter van Jim en Cheryl in de serie According to Jim. Ze was ook te zien in een commerciële promotie van de "V-Chip", samen met haar According to Jim collega's Jim Belushi, Larry Joe Campbell en Taylor Atelian, de promotie kreeg als naam "A Better Community".